# Amaretti

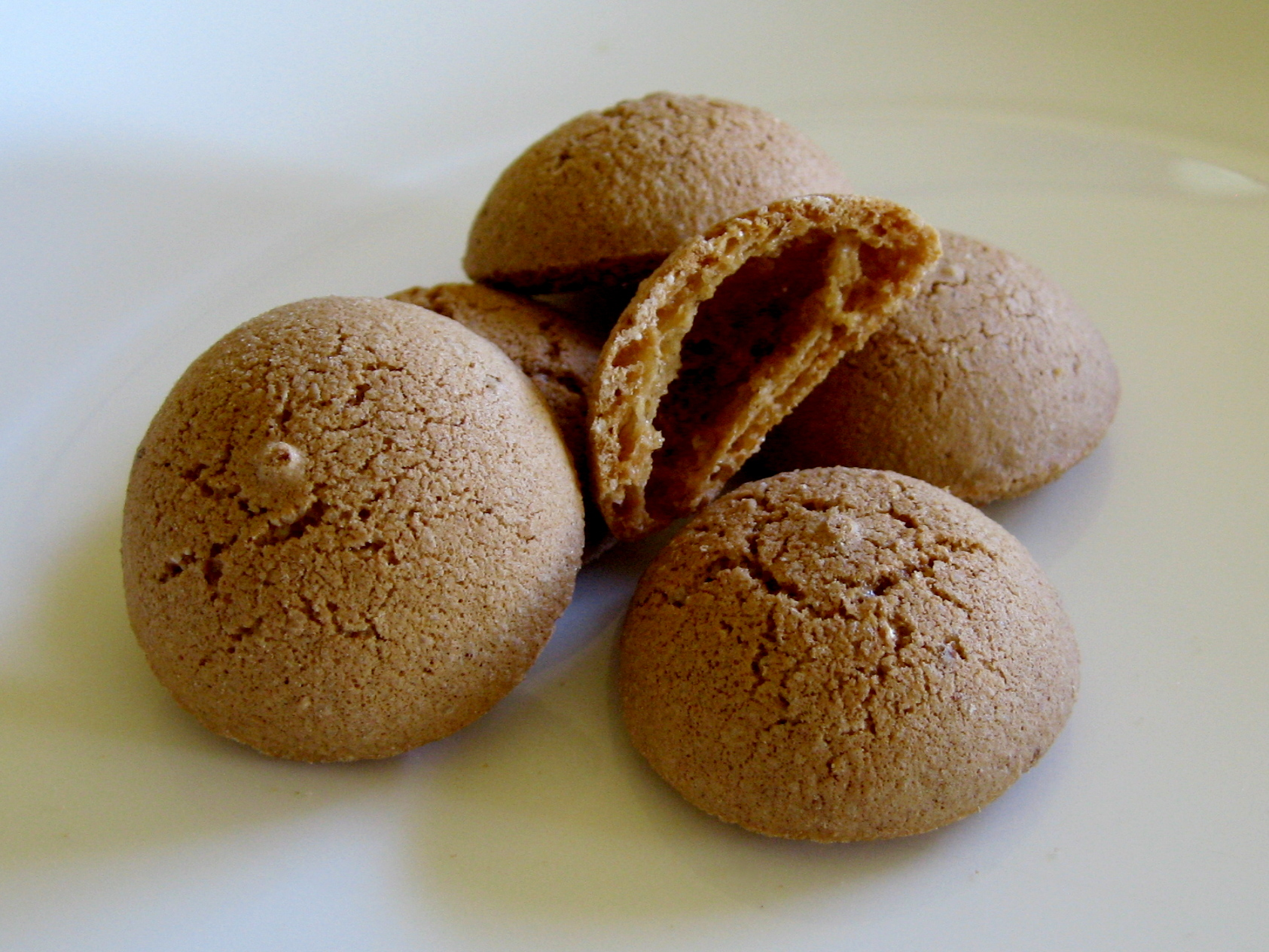
Amaretti secs.

Les amaretti (singulier : amaretto) sont des petits gâteaux italiens qui peuvent être durs ou moelleux.

## Caractéristiques
Ce sont de petits biscuits réalisés à base de sucre, de blanc d'œuf, d'amandes douces et d'amandes amères, que l'on remplace parfois par des noyaux d'abricot, selon la recette.
On peut trouver les amaretti dans pratiquement toutes les régions d'Italie. Ils s'apparentent au macaron.

## Utilisation
Les amaretti apparaissent comme ingrédient dans de nombreuses recettes, généralement sucrées. Cependant, ils sont parfois mélangés avec du sel.
En Lombardie, par exemple, ils sont souvent utilisés pour des garnitures spéciales, telles que les tortelli di zucca, ou moulus comme substituts du fromage râpé dans certaines crèmes végétales.
Dans le Piémont, ils sont l'un des ingrédients sucrés du fritto misto alla piemontese, avec les pommes et les gâteaux de semoule sucrés.

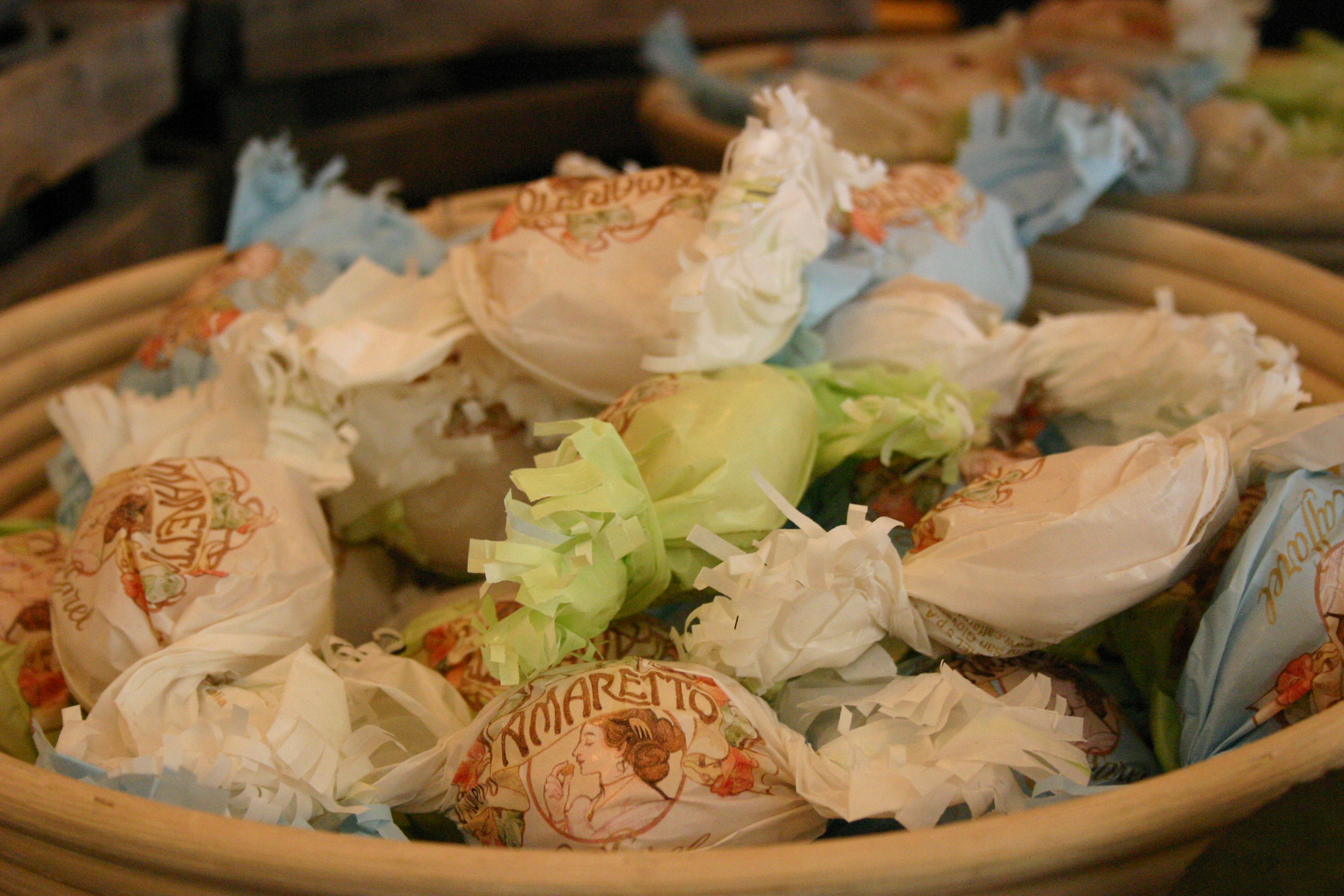
Ensemble d'amaretti enveloppés individuellement.
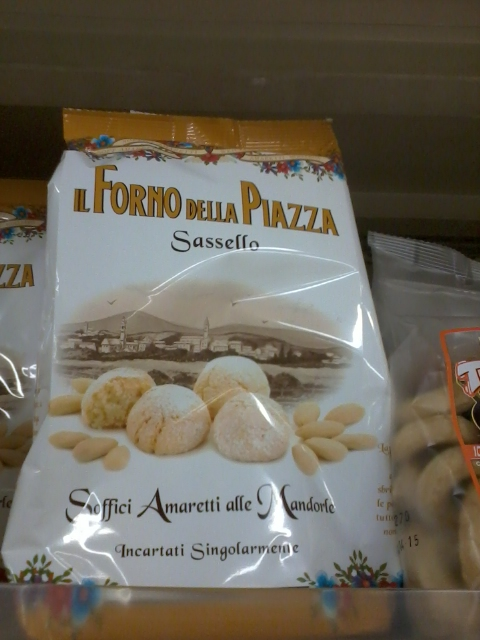
Un sachet d'amaretti aux amandes fabriqués dans le village de Sassello.